# بيت الهراني (تبن)

تعديل مصدري - تعديل

بيت الهراني هي إحدى قرى عزلة الحوطة بمديرية تبن التابعة لمحافظة لحج، بلغ تعداد سكانها 434 نسمة حسب تعداد اليمن لعام 2004.